# John Stamos
John Philip Stamos (Cypress, Kalifornia, 1963. augusztus 19. –) amerikai színész, zenész.

## Élete
John Philip Stamos 1963. augusztus 19-én született William John Stamos és Loretta Phillips gyermekeként.

### Zenei karrierje
1976-ban egy Destiny nevű rockegyüttes tagja lett. Jelenleg a The Beach Boys dobosa és vokalistája.

### Színészi karrierje
John színészi karrierje a General Hospital (1982-1984) című filmmel kezdődött, amiért 1984-ben Daytime Emmy-díjra jelölték. Egy évvel később a Dreamers című sorozatban szerepelt. 1987-1995 között a Bír-lak című sorozatban volt látható. 2001-ben Piszkos ügynökökben játszott. 2002-ben producere volt a Martin és Lewis című filmnek. 2005-ben a Jake In Progress című sorozatban következett. Még ebben az évben megkapta Dr. Tony Gates szerepét a Vészhelyzetben. Egy évvel később a Van, aki melegen szereti című vígjáték főszereplője volt. 2008-ban mellékszereplõ volt Küzdelmes élet című filmben, melyben együtt dolgozott Sean "P. Diddy" Combs-vel. Egy évvel később a Bye Bye Birdie című darabban játszott a Broadwayon, amiért Golden Icon-díjjal jutalmazták. 2009. november 16-án csillagot kapott a Hollywood Walk of Fame-en. 2010-ben a Father of Invention című vígjátékban játszott. Ebben az évben szerepet kapott a Glee – Sztárok leszünk! című amerikai zenés sorozatban is.

## Magánélete
1994-ben ismerkedett meg Rebecca Romijn-val. 1998. szeptember 19-én összeházasodtak, de 2005. március 1-én elváltak.

## Filmjei
- General Hospital (1982-1984)
- Dreams (1984)
- Alice Csodaorzágban (1985)
- Ne halj meg fiatalon! (1986)
- You Again? (1986-1987)
- Bír-lak (1987-1995)
- MMC (1989)
- ABC TGIF (1990)
- Daughter of the Streets (1990)
- Born to ride (1991)
- Captive (1991)
- Hangin' with Mr. Cooper (1992)
- Christina titka (1993)
- Tales from the Crypt (1993)
- Végzetes eskü (1994)
- Tracey Takes On... (1997)
- Szorít az idő (1997)
- Késői szerelem (1998)
- Csókkal megpecsételve (1999)
- Dropping Out (2000)
- Fortunate Son (2000)
- The Beach Boys: An American Family (2000)
- Hogyan fogjunk gazdag feleséget? (2000)
- My Best Friend's Wife (2001)
- Piszkos ügynökök (2001)
- Femme Fatale (2002)
- Martin és Lewis (2002) (producer)
- Party szörnyek (2003)
- Jóbarátok (2003)
- The Reagans (2003)
- I Am Stamos (2004)
- Gubancok (2004)
- Farce of the Penguins (2006)
- Jake in Progress (2005-2006)
- Van, aki melegen szereti (2006)
- Küzdelmes élet (2008)
- The Comedy Central Roast of Bob Saget (2008)
- Vészhelyzet (2005-2009)
- Father of Invention (2010)
- Glee – Sztárok leszünk! (2010-2011)

## Albumai
- Summer in Paradise (1992)
- Take your Best Shot (2003)
- North American All-Stars (2006)